# Notophthiracarus plegados
Notophthiracarus plegados är en kvalsterart som beskrevs av Wojciech Niedbała 2004. Notophthiracarus plegados ingår i släktet Notophthiracarus och familjen Phthiracaridae. Inga underarter finns listade i Catalogue of Life.